# MÁV-Baureihe M31
Die MÁV-Baureihe M31 war eine 1958 erstmals gefertigte und bis 1960 in 53 Exemplaren an die Magyar Államvasutak (MÁV) ausgelieferte dreiachsige Diesellokomotive, die Dampflokomotiven im Rangier- und leichten Güterzugdienst ablösen sollte. Maschinen dieses Typs wurden zudem an verschiedene Industriebetriebe geliefert und erhielten die Bezeichnung A23. Einige Lokomotiven sind erhalten geblieben.

## Geschichte
Die Geschichte dieser Lokomotive geht auf die Wehrmachtslokomotive WR 360 C 14 zurück, von der nach 1945 einige Maschinen in Ungarn verblieben und die als Reihe M30 bezeichnet wurden. 1958 erschien die überarbeitete und in der Leistung gesteigerte M31, die vom Aufbau her nach demselben Schema entstand. Die Lokomotiven wurden als DHM1 und DHM 2 bezeichnet, die in den Abmessungen variierten und ansonsten einheitlich gestaltet wurden.
Das Betätigungsfeld der Lokomotiven waren der mittlere Rangierdienst und Übergabezüge auf Nebenbahnen, wofür sie mit ihrer Geschwindigkeit von 60 km/h gut geeignet waren. Durch Streckenstilllegungen und Verkehrsrückgänge schieden sie aus dem Betriebsdienst aus. Fahrfähig erhalten ist die M31 2035 in dem Bahnpark Budapest, weiter sind erhalten die M31 2007 in Istvántelek und die M31 2019 in Szeged. Dazu kommen einige der in verschiedenen Variationen als Industrielokomotive gefertigten Exemplare.

## Technische Beschreibung

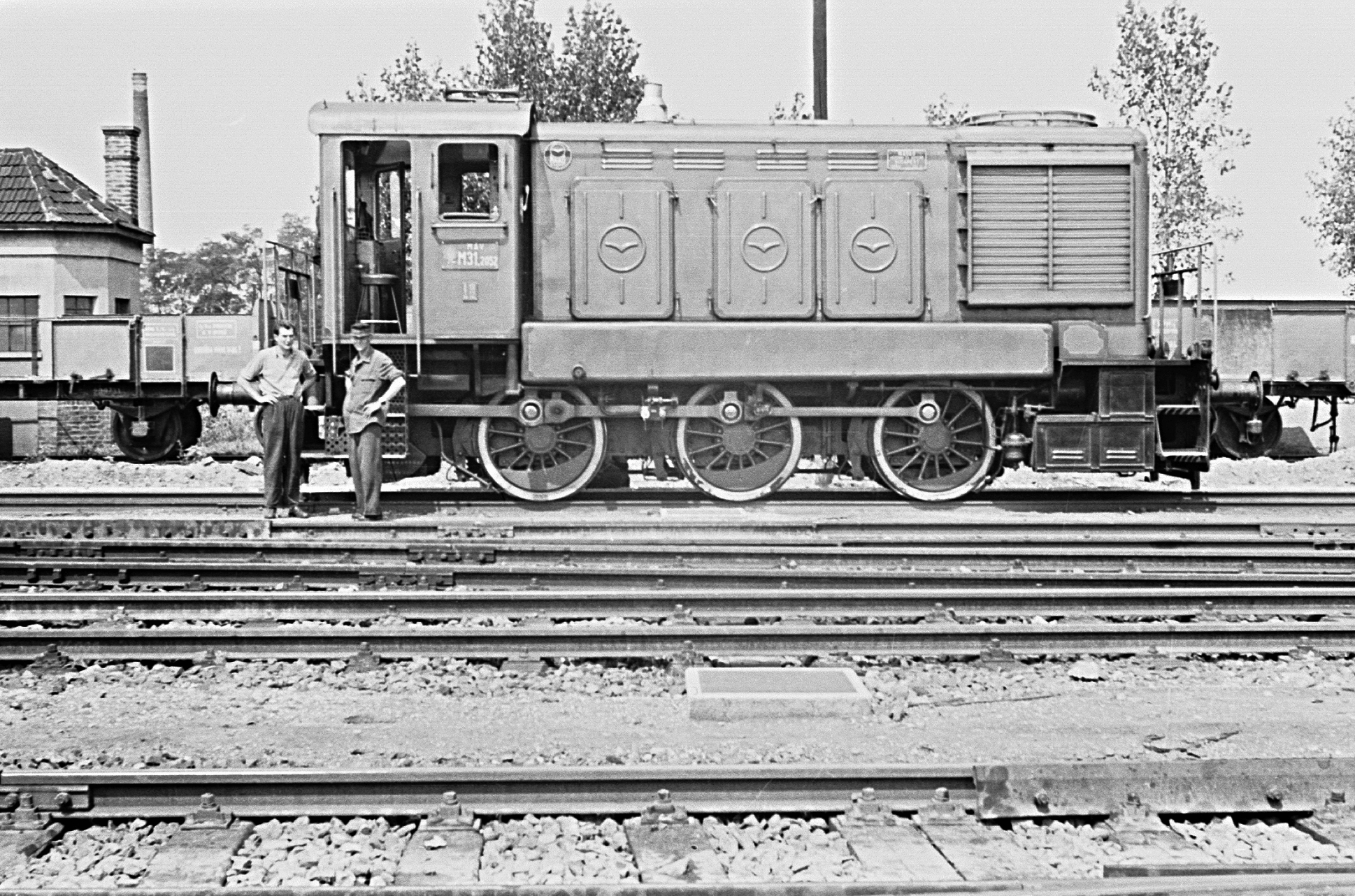
M 31 2052 (1962)

Die Lokomotive ist wie die V 36 mit Endführerstand und Maschinenraum aufgebaut. Im Führerstand waren die Bedienelemente so aufgebaut, dass sie ein Rangieren mit öfters wechselnder Rangierseite gut ermöglichten. Im Maschinenraum waren sämtliche Elemente der Antriebs- und Hilfsanlagen untergebracht. Mit Rücksicht auf die Arbeiten beim Rangieren sind beide Stirnwände mit Übergangblechen und -bühnen sowie Aufstiegsnischen versehen.
Anfangs wurde ein Zwölfzylinder-Viertakt-Dieselmotor GANZ-Jendrassik 12 Jv 17/24, der bei 1.250 min−1 eine Leistung von 500 PS abgab, eingesetzt. Dieser Dieselmotor arbeitete nach dem Vorkammerverfahren und war mit einer Kaltanlasseinrichtung nach dem System GANZ ausgerüstet. Später wird die Motorleistung mit 331 kW angegeben. Die Kraftübertragung erfolgt hydrodynamisch mit einem Zweiwandlergetriebe von Voith. Die Umschaltung zwischen beiden Wandlerstufen geschah elektropneumatisch bei 30 km/h und wurde automatisch vollzogen. Später wurde ein Getriebe von GANZ nach demselben Schema verwendet. Nach dem Strömungsgetriebe war das Wendegetriebe angeordnet, bei dem die beiden Räderpaare ständig im Eingriff standen und mit Klauen geschaltet wurden. Die Fahrtrichtungsänderung wurde elektropneumatisch vorgenommen, gegebenenfalls konnte sie von Hand vollzogen werden. Am Getriebeausgang war die Blindwelle für den Antrieb der Räder mittels Treib- und Kuppelstangen, sie war bei der Lokomotive hinter der Radgruppe platziert. Somit ergab sich bei der Maschine ein symmetrischer Achsstand.
Zur Kühlung der Antriebsanlage wurde Kühlwasser verwendet. Es wurde an der Stirnseite der Lokomotive in Rippenkühlern gekühlt. Die Bedienelemente entsprachen bis auf die automatisierten Schaltung denen der dieselmechanischen Dieseltriebwagen der MÁV-Baureihe Bbmot.